# Hlasohled
Hlasohled je projekt zpěvačky a skladatelky Ridiny Ahmedové, který vznikl v roce 2006 a jehož cílem je šířit radost ze zpěvu.

## Lidský hlas
Ridina Ahmedová, autorka a organizátorka Hlasohledu, jehož součástí jsou přednášky, semináře a hlasové dílny vychází z faktu, že hlas je nejpřirozenějším nástrojem každého člověka. Workshopy Hlasohledu prošlo přes 6500 účastníků a na 120 lektorů.

### Zpěvomat
Na různých místech měst se scházejí lidé, kteří secvičí písně dle výběru lektora či lektorky. V určený čas se pak všichni setkají na frekventovaných místech měst, kde zvou ke společnému zpívání kolemjdoucí.

### Hlasohra
Je putování po zajímavých místech města spojené se hudebním setkáním a závěrečným zpěvem na cílovém stanovišti.